# Paonaupactus sitonitoides
Paonaupactus sitonitoides (лат.) — ископаемый вид жесткокрылых насекомых из рода Paonaupactus семейства долгоносики (Curculionidae). Обнаружены в эоценовом балтийском янтаре Европы.

## Описание
Длина тела около 4 мм. Глаза дорзо-латеральные, расположены на уровне лба. Скапус усиков длинный, достигает середины проторокса (на котором кили отсутствуют). Прококсы ближе к переднему краю простернума, чем к заднему. Вид был впервые описан в 1953 году. От двух других близких родов из Балтийского янтаря (Arostropsis и Protonaupactus) отличается строением усиков, глаз и груди и размерами, что было показано в ходе ревизии палеофауны в 2011 году российскими энтомологами Николаем Юнаковым и Александром Кирейчуком (Зоологический институт РАН, Санкт-Петербург).